# دانييل جونز
دانييل جونز (بالإنجليزية: Daniel Jones)‏ (23 ديسمبر 1986 المملكة المتحدة - ) هو لاعب كرة قدم بريطاني.

## روابط خارجية
- دانييل جونز على موقع قاعدة بيانات كرة القدم.إي يو (الإنجليزية)
- دانييل جونز على موقع Soccerbase.com (لاعب) (الإنجليزية)